# فرنسوا نويل
فرنسوا نويل (بالفرنسية: François Noël)‏ (و. 1756 – 1841 م) هو لغوي، وسياسي، ودبلوماسي، ومترجم، وباحث في الرومانسية، ومتخصص في اللغة اللاتينية، ومعجمي، وفقيه لغوي، ونحوي، وموظف مدني، وأديب، ومدرس فرنسي، ولد في سن جرمن آن له، توفي في الدائرة الأولى في باريس، عن عمر يناهز 85 عاماً.

## مناصب
تولى منصب نائب فرنسي
- مبعوث

.

## التعليم
تعلم في مدرسة لويس الكبير الثانوية
.